# Joseph Gonzales (boxe anglaise)
Cet article concerne un boxeur français. Pour le footballeur français, voir Joseph Gonzales.
Joseph Gonzales est un boxeur français né le 6 août 1941 à Narbonne.

## Carrière
Il participe au concours de boxe aux Jeux olympiques d'été de 1964 à Tokyo en catégorie poids super welters et remporte lors de cette épreuve la médaille d'argent en ne s'inclinant qu'en finale face au Soviétique Boris Lagutin. Volée en 1970, une réplique de sa médaille lui est remise  en 2015 par le Comité International Olympique,.
Sa reconversion professionnelle s'effectue en tant que restaurateur à Narbonne en créant en 1968 un restaurant à son nom. Établissement qu'il cédera en 2018 au rugbymen Franck Tournaire,.

## Parcours auxJeux olympiques
Jeux olympiques d'été de 1964 à Tokyo (poids super welters) :
- Bat Koji Masuda (Japon) 3-2
- Bat Tony Barber (Australie) par KO au 1er round
- Bat Nojim Maiyegun (Nigeria) 3-2
- Perd contre Boris Lagutin (URSS) 1-4

## Distinction
- Chevalier de l'ordre national du Mérite (1964)[8]